# Thurbrücke Andelfingen (Eisenbahn)
Die Thurbrücke Andelfingen ist eine einspurige Eisenbahnbrücke der Rheinfallbahn (SBB-Strecke von Schaffhausen nach Winterthur) im Kanton Zürich. Sie führt östlich von Kleinandelfingen und Andelfingen über die Thur.

## Lage
Die Brücke liegt auf dem Gebiet der Gemeinden Kleinandelfingen (nördlich der Thur) und Andelfingen (südlich der Thur) im Norden des Kantons Zürich zwischen den Stationen Marthalen und Andelfingen.
Rund 350 Meter westlich der Eisenbahnbrücke wurde 1958 die Weinlandbrücke der Autostrasse A4 eröffnet. Im Jahre 2000 folgte parallel dazu die neue Brücke der Hauptstrasse 15. Rund 2 Kilometer östlich überquert die 1874 gebaute Thurbrücke Ossingen der Bahnstrecke Winterthur–Etzwilen die Thur.

## Geschichte
1853 wurde auf Initiative von Friedrich Peyer im Hof und Heinrich Moser die Rheinfallbahn-Gesellschaft gegründet. Unter der Führung von Oberbauleiter Carl Ruland aus München begann der Bahnbau 1855.
Die Thurbrücke Andelfingen wurde als klassische Fachwerkbrücke in den Jahren 1856 und 1857 erbaut.
Sie wurde 1906 revidiert, dabei wurde das Fachwerk ersetzt. 1985 musste der mittlere Pfeiler neu unterfangen werden, da er von der Thur unterspült wurde.